# Chemik Bydgoszcz (piłka nożna)

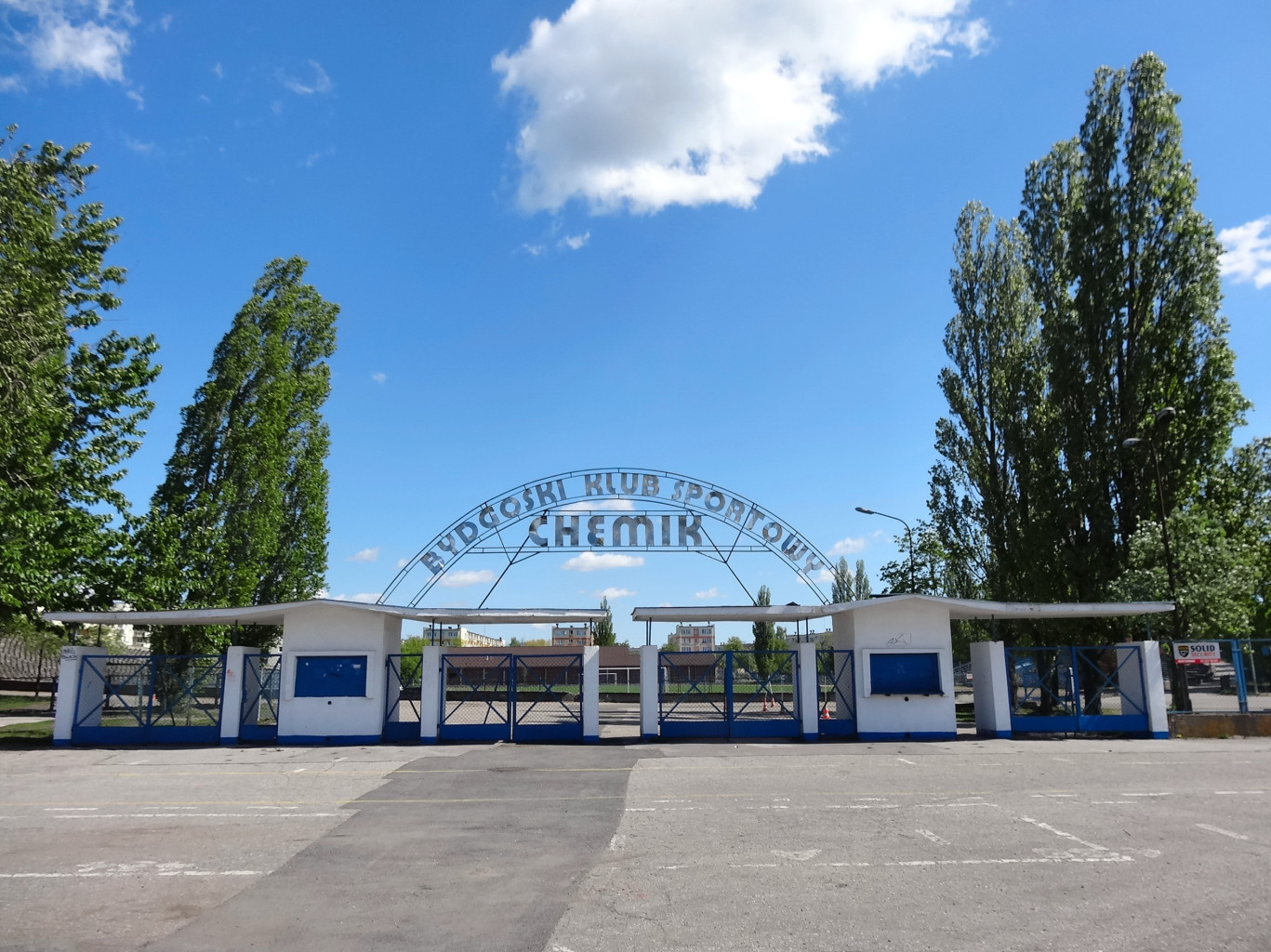
Stara Brama stadionu Chemika Bydgoszcz

Chemik Bydgoszcz – sekcja piłkarska klubu sportowego Chemik w Bydgoszczy. Drużyna założona w 1951 roku występowała w różnych ligach: od rozgrywek regionalnych po zaplecze ekstraklasy. Największym sukcesem jest 5. lokata w II lidze w sezonie 1991/1992. W 2023 roku klub zajmował 128. miejsce w tabeli wszech czasów polskiej I ligi piłkarskiej.

## Informacje ogólne
- Pełna nazwa: Chemik Bydgoszcz
- Data założenia: 1951 (KS Unia Łęgnowo)
- Barwy: biało-czerwono-niebieskie
- Adres: ulica Glinki 79 85-861 Bydgoszcz

Piłka nożna jest największą sekcją sportową w BKS Chemik (500 zawodników). Klub prowadzi drużynę seniorów, akademię piłkarską oraz zespoły młodzieżowe, które występują w rozgrywkach Kujawsko-Pomorskiego Związku Piłki Nożnej, klasy sportowe w Zespole Szkół nr 26 im. Huberta Wagnera oraz w XI Liceum Ogólnokształcącym im. Bydgoskich Olimpijczyków. Z zespołów młodzieżowych BKS Chemik rekrutowało się wielu reprezentantów Polski (Stefan Majewski, Adam Kęsy) oraz zawodników zespołów ekstraklasy (Arka Gdynia, Lechia Gdańsk, Legia Warszawa, Miedź Legnica, Śląsk Wrocław, Widzew Łódź) i zespołów zagranicznych (S.S. Lazio). BKS Chemik działa również na rzecz lokalnej społeczności, organizując różnego rodzaju bezpłatne zajęcia dla dzieci i młodzieży. Między innymi jest organizatorem akcji "Oponeo Wakacje z Chemikiem", w ramach której dzieci i młodzież uczestniczą w bezpłatnych treningach piłkarskich. 
Spółka jest współorganizatorem akcji „Oponeo Wakacje z Chemikiem”, w ramach której dzieci i młodzież uczestniczą w bezpłatnych treningach piłkarskich, prowadzonych przez Bydgoski Klub Sportowy „Chemik”

## Historia

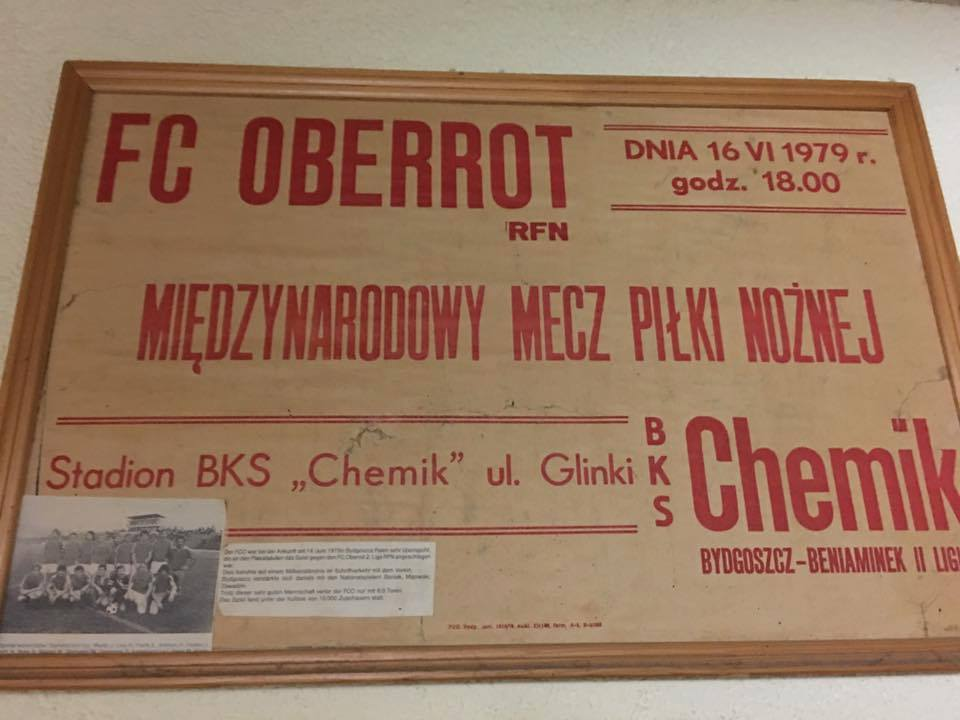
Mecz towarzyski Chemik Bydgoszcz - FC Oberrot

Sekcję piłki nożnej klubu Unia Łęgnowo założono w 1951 roku. W latach 50. i 60. piłkarze grali w rozgrywkach regionalnych, w B- lub A-klasie. Mecze rozgrywano na trawiastym boisku przy ul. Hutniczej, nieopodal bramy Zakładów Chemicznych Zachem. Wzrost poziomu sportowego nastąpił w połowie lat 70. po zmianie nazwy klubu na BKS Chemik oraz rozbudowie bazy sportowej klubu o stadion piłkarski na Wyżynach wraz z kompleksem boisk treningowych. W sezonie 1976/1977 piłkarze grali po raz pierwszy w III lidze, a w sezonie 1979/1980 uczestniczyli po raz pierwszy w rozgrywkach II ligi. W 1979 roku, z okazji awansu Chemika do II ligi, rozegrano mecz towarzyski z zachodnioniemieckim klubem FC Oberrot, który wygrał Chemik 8:0. Mecz oglądało 10.000 widzów. Lata 80. XX w. piłkarze Chemika spędzili w III lidze. Po uzyskaniu w 1991 sponsoringu ze strony firmy Weltinex awansowali na 2 sezony do II ligi (1991-1993). W sezonie 1991/1992 osiągnęli najwyższe w historii klubu 5. miejsce na zapleczu ekstraklasy. Następnie przez 13 sezonów (do 2006) grali w III lidze piłkarskiej. W latach 2001–2004 występowali pod szyldem Chemik/Zawisza Bydgoszcz. Po rundzie jesiennej 2011 roku drużyna wycofała się z rozgrywek III ligi, spadając do klasy okręgowej. Poczynając od 2015 roku drużyna co roku awansowała do wyższej klasy. W sezonie 2017/2018 bierze udział w rozgrywkach IV ligi.

## Występy Chemika w lidze (od 1976)
| Sezon     | Liga                        | Miejsce | Mecze | Bilans bramkowy | Punkty | Uwagi                                                    |
| 1976/1977 | III liga (grupa I)          | 3       | 26    | 42:19           | 36     |                                                          |
| 1977/1978 | III liga (grupa I)          | 3       | 26    | 44:24           | 36     |                                                          |
| 1978/1979 | III liga (grupa I)          | złoto   | 26    | 56:12           | 41     | awans do II ligi                                         |
| 1979/1980 | II liga (grupa I)           | 13      | 30    | 27:33           | 26     | debiut w II lidze, spadek do III ligi                    |
| 1980/1981 | III liga (grupa I)          | 13      | 26    | 14:23           | 13     | spadek do IV ligi                                        |
| 1981/1982 | IV liga                     |         |       |                 |        |                                                          |
| 1982/1983 | IV liga                     | złoto   |       |                 |        | awans do III ligi                                        |
| 1983/1984 | III liga (grupa II)         | 6       | 26    | 33:27           | 25     |                                                          |
| 1984/1985 | III liga (grupa II)         | 5       | 26    | 47:31           | 29     |                                                          |
| 1985/1986 | III liga (grupa II)         | 9       | 26    | 30:26           | 27     |                                                          |
| 1986/1987 | III liga (grupa II)         | 7       | 26    | 24:17           | 32     |                                                          |
| 1987/1988 | III liga (grupa II)         | 5       | 26    | 29:20           | 33     |                                                          |
| 1988/1989 | III liga (grupa II)         | 6       | 26    | 31:24           | 29     |                                                          |
| 1989/1990 | III liga (grupa I)          | 6       | 38    | 57:44           | 46     |                                                          |
| 1990/1991 | III liga (grupa VII)        | złoto   | 30    | 73:15           | 47     | awans do II ligi, pod szyldem Weltinex                   |
| 1991/1992 | II liga (grupa II)          | 5       | 34    | 49:37           | 40     | najwyższe miejsce w historii                             |
| 1992/1993 | II liga (grupa II)          | 17      | 34    | 39:59           | 23     | spadek do III ligi                                       |
| 1993/1994 | III liga (grupa VII)        | 5       | 30    | 41:37           | 32     |                                                          |
| 1994/1995 | III liga (grupa VI)         | 3       | 34    | 61:42           | 44     |                                                          |
| 1995/1996 | III liga (grupa VII)        | 5       | 34    | 56:34           | 57     |                                                          |
| 1996/1997 | III liga (grupa V)          | 6       | 32    | 40:28           | 51     |                                                          |
| 1997/1998 | III liga (grupa V)          | 5       | 34    | 78:23           | 68     |                                                          |
| 1998/1999 | III liga (grupa IV)         | 10      | 34    | 41:38           | 46     |                                                          |
| 1999/2000 | III liga (grupa I)          | 8       | 34    | 37:31           | 47     |                                                          |
| 2000/2001 | III liga (grupa II)         | 7       | 40    | 49:58           | 58     |                                                          |
| 2001/2002 | III liga (grupa II)         | 11      | 36    | 53:41           | 53     | pod szyldem Chemik/Zawisza                               |
| 2002/2003 | III liga (grupa II)         | 3       | 30    | 53:38           | 55     | pod szyldem Chemik/Zawisza                               |
| 2003/2004 | III liga (grupa II)         | 11      | 26    | 21:38           | 29     | pod szyldem Chemik/Zawisza                               |
| 2004/2005 | III liga (grupa II)         | 10      | 30    | 34:34           | 37     |                                                          |
| 2005/2006 | III liga (grupa I)          | 14      | 30    | 26:37           | 28     | spadek do IV ligi                                        |
| 2006/2007 | IV liga (kuj-pom)           | 3       | 30    | 45:31           | 49     |                                                          |
| 2007/2008 | IV liga (kuj-pom)           | 3       | 30    | 53:18           | 62     | awans do III ligi                                        |
| 2008/2009 | III liga (kuj-pom-wielkop.) | 14      | 30    | 30:41           | 27     | spadek do IV ligi                                        |
| 2009/2010 | IV liga (kuj-pom)           | 3       | 30    | 72:21           | 63     | awans do III ligi                                        |
| 2010/2011 | III liga (grupa II)         | 12      | 30    | 35:46           | 36     |                                                          |
| 2011/2012 | III liga (grupa II)         | 16      | 30    | 16:91           | 12     | wycofany z rozgrywek, spadek do V ligi                   |
| 2012/2013 | V liga                      | 5       | 30    | 63:37           | 51     |                                                          |
| 2013/2014 | V liga                      | 3       | 28    | 50:34           | 54     |                                                          |
| 2014/2015 | V liga                      | złoto   | 30    | 109:24          | 71     | awans do IV ligi                                         |
| 2015/2016 | IV liga (kuj-pom)           | 2       | 30    | 74:23           | 70     | awans do III ligi                                        |
| 2016/2017 | III liga (grupa II)         | 15      | 34    | 39:59           | 36     | spadek do IV ligi                                        |
| 2017/2018 | IV liga (kuj-pom)           | złoto   | 34    | 86:29           | 74     | awans do III ligi                                        |
| 2018/2019 | III liga (grupa II)         | 16      | 34    | 38:64           | 30     | spadek do IV ligi                                        |
| 2019/2020 | IV liga (kuj-pom)           | 5       | 17    | 37:21           | 32     | rozgrywki przedwcześnie zakończone z powodu koronawirusa |
| 2020/2021 | IV liga (kuj-pom)           | 3       | 30    | 59:30           | 58     |                                                          |
| 2021/2022 | IV liga (kuj-pom)           | 3       | 34    | 77:33           | 69     |                                                          |
| 2022/2023 | IV liga (kuj-pom)           | 3       | 34    | 87:33           | 71     |                                                          |
| 2023/2024 | IV liga (kuj-pom)           | 2       | 34    | 82:20           | 75     |                                                          |
| 2024/2025 | IV liga (kuj-pom)           | 4       | 34    | 107:31          | 73     |                                                          |

## Skład
- Chemik Bydgoszcz skład na chemikbydgoszcz.pl

## Akademia piłkarska
Od października 2017 roku Chemik Bydgoszcz prowadzi Akademię Piłkarską, w której szkoli kilkuset młodych piłkarzy i piłkarek.